# Hindouisme en Italie

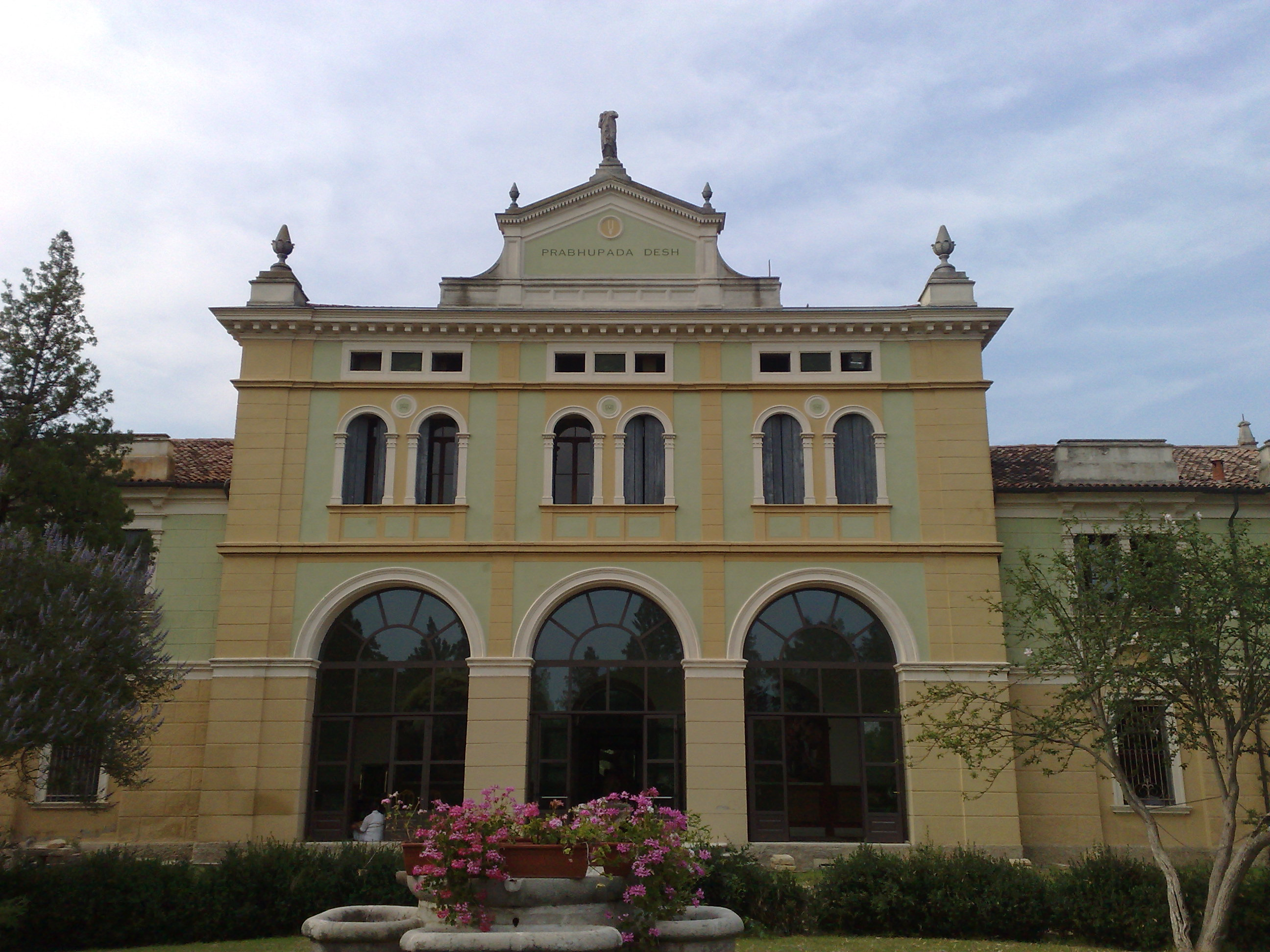
Temple hindou en Italie.

L'hindouisme est pratiqué par 0,3% de la population italienne. Elle est pratiquée par 0,1% des citoyens italiens et 2,9% de la population immigrée. En 2012, il y avait environ 90 000 hindous en Italie. En 2015, la population est passée à 120 000. En 2022, la population est d'environ 200 000 - la deuxième plus grande communauté hindoue d'Europe après celle des hindous d'Angleterre (en).

## Démographie
| An   | Population | Pourcentage |
| ---- | ---------- | ----------- |
| 2012 | 90 000     | 0,1         |
| 2015 | 120 000    | 0,2         |
| 2021 | 180 000    | 0,3         |

## Reconnaissance officielle
L'hindouisme a été officiellement reconnu par le Parlement italien en 2012 aux côtés du bouddhisme. Le 11 décembre 2012, le Parlement italien a ratifié un accord officiel (Intesa) avec l'Union hindoue italienne (L.31/12/2012 n. 246).